# Європейський форум
Європейський форум - інтернет-форум, який відкрито 17 січня 2011 року. Призначений для європейських інтернет-користувачів. Ініціатор його створення і творець - Дато Садзаглішвілі. 

## Основна мета Форуму
Адміністрація опублікувала лист про Основну мету форуму: 
| Ліві лапки | Основною метою Форуму є сприяння вступу всіх європейських країн до Європейського союзу (EU), що в майбутньому дозволить уникнути конфліктів між європейськими країнами. Таким чином, мета Форуму полягає у сприянні створенню мирного європейського майбутнього. Спільнота Форуму намагається показати громадськості результати війни, щоб уникнути подібних неприємностей і помилок. Адміністрація Форуму максимально намагається створити мирне і комфортне середовище на форумі... | Праві лапки |

## Мови Форуму
Зараз форум має 15 мов : 
- English (Default Language)
- Українська
- Російська
- ქართული
- Türk
- Español
- Б'лгарскі
- Ср'бскі
- Босненскі
- Danish
- Portuguese
- Polska
- Română
- Française
- Duitse

## Результати відвідуваності Форуму за перший рік діяльності
- 10414 відвідувачів
- 71431 переглядів сторінок
- відвідування з 105 країн / територій